# Peripsychoda gregsoni
Peripsychoda gregsoni és una espècie d'insecte dípter pertanyent a la família dels psicòdids que es troba a Austràlia: el Territori de la Capital Australiana, Nova Gal·les del Sud, Tasmània i Victòria.